# Моррістаун (селище, Нью-Йорк)
Моррістаун (англ. Morristown) — селище (англ. village) в США, в окрузі Сент-Лоуренс штату Нью-Йорк. Населення — 398 осіб (2020).

## Географія
Моррістаун розташований за координатами 44°35′2″ пн. ш. 75°38′44″ зх. д. / 44.58389° пн. ш. 75.64556° зх. д. (44.584013, -75.645460).  За даними Бюро перепису населення США в 2010 році селище мало площу 2,65 км², з яких 2,54 км² — суходіл та 0,11 км² — водойми.

## Демографія
Згідно з переписом 2010 року, у селищі мешкало 395 осіб у 165 домогосподарствах у складі 108 родин. Густота населення становила 149 осіб/км².  Було 249 помешкань (94/км²).
Расовий склад населення:
| - 98,2 % — білих - 0,8 % — корінних американців - 0,8 % — чорних або афроамериканців - 0,3 % — азіатів |

До двох чи більше рас належало 0,0 %. Частка іспаномовних становила 0,5 % від усіх жителів.
За віковим діапазоном населення розподілялося таким чином: 21,5 % — особи молодші 18 років, 59,8 % — особи у віці 18—64 років, 18,7 % — особи у віці 65 років та старші. Медіана віку мешканця становила 45,2 року. На 100 осіб жіночої статі у селищі припадало 85,4 чоловіків;  на 100 жінок у віці від 18 років та старших — 85,6 чоловіків також старших 18 років.
Середній дохід на одне домашнє господарство  становив 64 646 доларів США (медіана — 58 750), а середній дохід на одну сім'ю — 66 190 доларів (медіана — 56 429). Медіана доходів становила 47 188 доларів для чоловіків та 31 250 доларів для жінок. За межею бідності перебувало 6,7 % осіб, у тому числі 7,5 % дітей у віці до 18 років та 9,8 % осіб у віці 65 років та старших.
Цивільне працевлаштоване населення становило 218 осіб. Основні галузі зайнятості: освіта, охорона здоров'я та соціальна допомога — 28,0 %, роздрібна торгівля — 18,8 %, науковці, спеціалісти, менеджери — 10,6 %, мистецтво, розваги та відпочинок — 7,8 %.